# Tetracnemus patro
Tetracnemus patro är en stekelart som beskrevs av John S. Noyes 2000. Tetracnemus patro ingår i släktet Tetracnemus och familjen sköldlussteklar.
Artens utbredningsområde är Costa Rica. Inga underarter finns listade i Catalogue of Life.